# 寶島絹蘚
寶島絹蘚（学名：Entodon taiwanensis）为絹蘚科絹蘚屬下的一个种。